# Дилок (Хустский район)
Дилок (укр. Ділок) — село в Горинчовской сельской общине Хустского района Закарпатской области Украины.
Население по переписи 2001 года составляло 302 человека. Почтовый индекс — 90430. Телефонный код — 3142. Код КОАТУУ — 2125382202.